# Mort cerebral
La mort cerebral o mort encefàlica és l'aturada completa i irreversible de l'activitat encefàlica, és a dir, del sistema nerviós central, inclòs el cervell. Sol produir-se per lesions massives del cervell, especialment quan es lesiona el tronc de l'encèfal (encarregat de regular aspectes com la respiració i el batec cardíac). Una de les causes més freqüents de la mort cerebral es produeix quan la pressió intracranial supera l'arterial sistòlica, cosa que vol dir que culmina amb el cessament de la circulació sanguínia en l'encèfal. En aquest estat la sang, generalment carregada amb oxigen i nutrients, no arriba al cervell i, per tant, aquest deixa de funcionar a causa de la hipòxia, i automàticament el pacient mor. Després d'uns dies els òrgans, com el cor o ronyons segueixen funcionant si aquests no estan afectats. Si ho estan, no es pot fer la donació d'òrgans, si el pacient així ho havia decidit.

## Definició
És la pèrdua permanent de l'activitat cerebral. És a dir, la mort cerebral implica el cessament irreversible de l'activitat de tot l'encèfal, anul·lant totes les funcions vitals. O sigui, que el pacient no pot respirar ni fer qualsevol altre funció vital pel seu propi compte, i perd de forma permanent la consciència i la capacitat de pensament.
La pèrdua aparent d'activitat cerebral no és suficient per diagnosticar la mort cerebral així que sempre ha de ser comprovada mitjançant protocols clínics neurològics i també confirmada per proves especialitzades.

## Diagnòstic
Hi ha alguns criteris específics per diagnosticar la mort cerebral. Alguns d'aquests són detectats per un metge durant una exploració física, i poden ser els següents:  
El pacient no fa ganyotes, no es mou ni mostra cap mena de reacció quan el metge explora algunes respostes i reflexos específics (com el reflex nauseabund, provocat quan es toca la part posterior a la gola).
Les pupil·les no reaccionen a la llum.
El pacient no fa cap esforç per respirar (pel seu propi compte).
El metge també observa i comprova altres reflexos. Ell també ha d'avisar els familiars, propers… del pacient la situació en què es troba el pacient. A més, no es pot diagnosticar de mort cerebral a ningú fins a haver comprovat i corregit tots els problemes tractables que haguessin pogut alentir la funció cerebral. Entre aquests problemes s'incloen: la temperatura del cos molt baixa, pressió arterial molt baixa, nivells en la sang molt alts o molt baixos d'algunes substàncies (sucre, sodi…), sobredosi de sedants i l'ús de tòxics.
Els metges tornen a fer una exploració física passades entre 6 i 24 hores, per comprovar definitivament la falta de respostes del pacient. Després d'haver comprovat per segona vegada els reflexos i les accions que mostra el pacient, es diagnostica la mort cerebral d'aquest. No es necessari fer proves al laboratori.
De tant en tant els metges fan servir unes proves diagnòstiques per detectar a l'instant la mort cerebral. Aquestes proves se solen fer per poder procedir a la donació d'òrgans, per exemple, després de traumatismes cranioencefàlics (com pot passar en un accident de cotxe). És a dir, si el pacient ha autoritzat la donació d'òrgans, després d'haver mort es pot fer. Sempre que els seus òrgans tinguin un bon funcionament. De no ser així, aquestes proves inclouen:
- Electroencefalografia: registre de l'activitat elèctrica cerebral.

- Electroencefalograma: mostra l'absència d'ones cerebrals quan el pacient està en estat de mort cerebral.

Proves de diagnòstic per imatge on es pot observar el flux de sang que va al cervell. Si un pacient té mort cerebral, la sang no flueix al cervell.
Les proves de diagnòstic per imatge, inclouen: angiografia, angiografia per TC (angio-TC), tomografia per emissió de fotó únic (SPECT, utilitza una molècula radioactiva anomenada radionúclid per generar imatge del fluxe sanguini) i la ecografia Doppler transcraneal.

## Pronòstic
Ningú que compleixi amb els criteris de mort cerebral es recupera. Després d'haver-se confirmat la mort cerebral, s'aturaran tots els mètodes artificials de suport vital. Probablement els familiars, propers, amics… voldran o desitjaran estar amb el pacient en aquell moment. S'ha d'informar als acompanyants que quan la respiració artificial sigui retirada, és possible que l'afectat mogui algunes extremitats i que fins i tot pot arribar a seure's. Aquests moviments es deuen a contraccions musculars, i no signifiquen que el pacient no tingui realment mort cerebral.

## Després del Pronòstic
- En l'actualitat, la tecnologia permet, en el cas de pacients que moren de greus lesions cerebrals, la sustentació artificial d'algunes funcions del cos, com per exemple, la oxigenació a través del respirador i el suport cardiocirculatori. Realment, es tracta del cos d'una persona morta que està connectat a una màquina. Tradicionalment se l'ha denominat mort cerebral o encefàlica, encara que podem només dir-li mort, perquè el que ha variat en aquesta forma de morir són els signes medicolegals per certificar-la.
- Alguns òrgans, com ara el cor, només es poden trasplantar si s'extreuen d'una persona morta que està connectada, per mitjans artificials, a la respiració i circulació. L'extracció d'òrgans es produeix únicament després que el pacient hagi sigut declarat amb mort cerebral. Els òrgans de la persona morta es mantenen en condicions de sustentació de vida únicament amb l'objectiu de donació. L'equip de donació d'òrgans no participa fins després que algú és declarat amb mort cerebral i el personal que participa en la donació o trasplantament d'òrgans no declara la mort cerebral.